# Trichoplusia chalcedona
Trichoplusia chalcedona là một loài bướm đêm trong họ Noctuidae.